# 머큐리-레드스톤 로켓
머큐리-레드스톤 로켓은 미국의 우주발사체이다. 머큐리 계획으로 1961년 미국 최초의 유인우주선 머큐리-레드스톤 3호를 발사했다.

## 역사
머큐리-레드스톤 로켓은 군사용 레드스톤 미사일을 민간 우주용으로 개조한 것이다.
3번째 우주비행사인 존 글렌은 30톤 머큐리-레드스톤 로켓이 아니라 120톤 머큐리-아틀라스 로켓으로 발사되었다.

## 대한민국
2018년 11월 28일, 한국은 누리호 시험발사체를 최초 발사하는데 성공했다.
미국은 세계 최초의 인공위성인 소련의 스푸트니크 1호의 발사에 충격을 받아, 소련보다 먼저 유인 우주선을 발사하려고 머큐리 계획을 세웠다. 1961년 5월 5일, 무게 30톤의 머큐리-레드스톤 로켓으로 무게 1.83톤인 프리덤 7호 유인우주선을 발사했다. 앨런 셰퍼드가 미국 최초의 우주비행사가 되었다.
누리호 시험발사체는 무게 52톤으로 머큐리-레드스톤 로켓 보다 훨씬 대형이다. 따라서, 한국 최초의 우주비행사를 발사할 수 있다는 의미이다.